# プラスキ郡 (バージニア州)
プラスキ郡（英: Pulaski County）は、アメリカ合衆国バージニア州の南西部に位置する郡である。2010年国勢調査での人口は34,872人であり、2000年の35,127人から0.7%減少した。郡庁所在地はプラスキ（人口9,086人）であり、同郡で人口最大の都市でもある。
プラスキ郡はブラックスバーグ・クリスチャンズバーグ・ラドフォード大都市圏に属している。

## 地理
アメリカ合衆国国勢調査局に拠れば、郡域全面積は330平方マイル (850 km2)であり、このうち陸地321平方マイル (830 km2)、水域は9平方マイル (23 km2)で水域率は2.74%である。
プラスキ郡にはクレイター湖州立公園があり、広さ4,500エーカー (18 km2)、全長21マイル (34 km) のクレイター湖は、アパラチアン電力会社の水力発電のためにニュー川を堰き止めた人造湖である。湖の名前は、ロアノークの出身で、ダムの建設と湖の造成を監督したアパラチアン電力会社副社長W・グラハム・クレイター・シニア（1886年-1971年）に因んで名付けられた。

### 主要高規格道路
- 州間高速道路81号線
- アメリカ国道11号線
- バージニア州道99号線
- バージニア州道100号線
- バージニア州道114号線

## 隣接する郡と独立市
- ブランド郡 - 北西
- ジャイルズ郡 - 北
- モントゴメリー郡 - 北東
- ラドフォード市 - 北東
- フロイド郡 - 南東
- キャロル郡 - 南
- ワイス郡 - 南西

### 国立保護地域
- ジェファーソン国立の森（部分）

## 人口動態
以下は2000年国勢調査による人口統計データである。
| 基礎データ - 人口: 35,127人 - 世帯数: 14,643 世帯 - 家族数: 10,147 家族 - 人口密度: 42人/km2（110人/mi2） - 住居数: 16,325軒 - 住居密度: 20軒/km2（51軒/mi2） 人種別人口構成 - 白人: 92.60% - アフリカン・アメリカン: 5.57% - ネイティブ・アメリカン: 0.15% - アジア人: 0.32% - 太平洋諸島系: 0.04% - その他の人種: 0.37% - 混血: 0.94% - ヒスパニック・ラテン系: 0.96% 年齢別人口構成 - 18歳未満: 20.6% - 18-24歳: 7.3% - 25-44歳: 29.2% - 45-64歳: 27.7% - 65歳以上: 15.2% - 年齢の中央値: 40歳 - 性比（女性100人あたり男性の人口） - 総人口: 97.4 - 18歳以上: 95.2 | 世帯と家族（対世帯数） - 18歳未満の子供がいる: 26.9% - 結婚・同居している夫婦: 54.9% - 未婚・離婚・死別女性が世帯主: 10.5% - 非家族世帯: 30.7% - 単身世帯: 27.0% - 65歳以上の老人1人暮らし: 11.1% - 平均構成人数 - 世帯: 2.32人 - 家族: 2.80人 収入と家計 - 収入の中央値 - 世帯: 33,873米ドル - 家族: 42,251米ドル - 性別 - 男性: 30,712米ドル - 女性: 21,596米ドル - 人口1人あたり収入: 18,973米ドル - 貧困線以下 - 対人口: 13.1% - 対家族数: 10.6% - 18歳未満: 18.9% - 65歳以上: 11.5% |

## 町
- ダブリン
- プラスキ - 郡庁所在地

### 未編入の町
| - ベルスプリング - ケースナイフ - クレイターレイク - ドレイパー | - フェアローン - ハイワシー - ニューバーン - ニューリバー | - パロット - スノービル - ワーノ |